# アレーナ
アレーナ（イタリア語: Arena）は、イタリア共和国カラブリア州ヴィボ・ヴァレンツィア県にある、人口約1,400人の基礎自治体（コムーネ）。

## 地理

### 位置・広がり

#### 隣接コムーネ
隣接するコムーネは以下の通り。
- アックアーロ
- ダサ
- ファブリーツィア
- ジェロカルネ
- モンジャーナ
- セッラ・サン・ブルーノ